# Acacia sclerosperma
Acacia sclerosperma är en ärtväxtart som beskrevs av Ferdinand von Mueller. Acacia sclerosperma ingår i släktet akacior, och familjen ärtväxter.

## Underarter
Arten delas in i följande underarter:
- A. s. glaucescens
- A. s. sclerosperma